# Ministerio de Educación y Justicia (1956)
El Ministerio de Educación y Justicia de Argentina fue un organismo perteneciente a la Administración Pública Nacional que existió entre 1956 y 1966.
Fue creado por fusión de los ministerios de Educación y de Justicia, durante el gobierno de facto autodenominado «Revolución Libertadora», en cumplimiento del decreto-ley n.º 10 351 del 8 de junio de 1956 del presidente provisional de la Nación (de facto) Pedro Eugenio Aramburu.
El 27 de septiembre de 1966, por ley n.º 16 956 del presidente de facto Juan Carlos Onganía, se eliminó el ministerio a la vez que se crearon dos secretarías de estado: Cultura y Educación y Justicia, ambas dependientes del Ministerio del Interior.